# Pianoconcert (Borgstrøm)
Hjalmar Borgstrøm voltooide zijn Pianoconcert opus 19 in 1910. De Noorse componist schreef gedurende zijn leven eigenlijk maar twee concerto's; dit pianoconcert en een vioolconcert. Echter, soms wordt zijn Hamlet ook wel als een concerto gezien, er zit een uitgebreide solopartij voor de piano in dat werk. Borgstrøm had trouwens in zijn jeugd zowel onderricht gekregen op piano als op viool.
Het werk is opgedragen aan de pianist Karl Nissen, die première verzorgde op 3 december 1910. Johan Halvorsen en het orkest van het Nationaltheatret begeleidden hem. Nissen had het druk die avond; hij speelde ook het Pianoconcert van Johannes Brahms.
Nissen was toentertijd een beroemd pianist, toch is het vreemd dat Borgstrøm het niet schreef voor zijn vrouw Amalie, ook concertpianiste.
Het concert is schreven in de klassieke driedelige opzet. 
1. Allegro moderato
2. Andante
3. Allegro molto vivace